# Xilften
Xilften é um portal pirata brasileiro que distribui filmes, documentários, séries de televisão, minisséries, telenovelas, shows, animes e desenhos animados sem necessidade de cadastro ou pagamento de mensalidades. Xilften é uma paródia da Netflix, por seu nome ser "Netflix" ao contrário e ter um design semelhante.
O Site contém títulos que ainda estão nos cinemas e produções originais da Netflix.

## Aplicativos
Xilten tem um aplicativo feito para dispositivos Android que pode ser instalado apenas por um arquivo APK, e não diretamente pela Google Play Store.

## Controvérsias

### Suspeita de phishing
O website contém uma página login e cadastro que são consideradas suspeitas de phishing, levando as informações fornecidas pelo usuário aos desenvolvedores da plataforma.